# Stefan Weinfurter
Stefan Weinfurter (Prachatice, 24 giugno 1945 – 27 agosto 2018) è stato uno storico tedesco, importante medievista ed insegnante presso le università di Eichstätt (1982-1987), Magonza (1987-1999), Monaco (1994-1999) e Heidelberg (1999-2013).

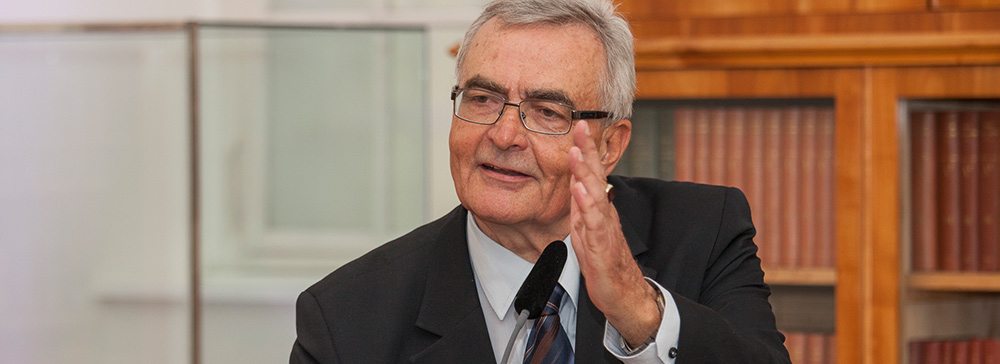
Stefan Weinfurter

Weinfurter è uno degli esponenti di una nuova fase della medievistica tedesca, basata su una prospettiva storico-antropologica e molto più attenta rispetto al passato ad aspetti come il valore simbolico della comunicazione politica.
Fra le opere di Weinfurter si ricordano Carlo Magno. Il barbaro santo, in cui analizza approfonditamente la figura di Carlo Magno e il ruolo del suo impero nell'Europa del tempo e odierna, e Canossa. il disincanto del mondo, con il quale si affronta la questione della lotta contro le investiture.
Nel 2008 il consiglio scientifico dell’Istituto Storico Germanico di Roma ha eletto suo presidente Stefan Weinfurter, in successione di Ludwig Schmugge.